# Fulgurodes lilianae
Fulgurodes lilianae är en fjärilsart som beskrevs av William Schaus 1929. Fulgurodes lilianae ingår i släktet Fulgurodes och familjen mätare. Inga underarter finns listade i Catalogue of Life.